# Râul Fagu Oltului
Râul Fagu Oltului este un curs de apă, afluent al râului Olt. 

## Hărți
- Harta județului Harghita
- Harta Munții Hășmaș  Arhivat în 26 iunie 2008, la Wayback Machine.